# Agelasta mindanaonis
Agelasta mindanaonis är en skalbaggsart som beskrevs av Stefan von Breuning 1936. Agelasta mindanaonis ingår i släktet Agelasta och familjen långhorningar.
Artens utbredningsområde är Filippinerna. Inga underarter finns listade i Catalogue of Life.